# Гореловка (Томская область)
Гореловка — село в Чаинском районе Томской области, Россия. Входит в состав Усть-Бакчарского сельского поселения.

## История
Возник предположительно в 1930 г. как спецпереселенческий поселок Горелый. По данным на 1931 г. посёлок относился к 2-й поселковой комендатуре (центр в п. Язевский), в нем размещалось 264 семьи спецпереселенцев.

## Население
| 1931 | 1940 | 1956 | 1995 | 1996 | 1997 | 1998 |
| ---- | ---- | ---- | ---- | ---- | ---- | ---- |
| 1228 | ↘576 | ↘282 | ↗656 | ↗670 | ↗688 | ↘665 |
| 1999 | 2002 | 2010 | 2012 | 2013 | 2014 | 2015 |
| ↘652 | ↘583 | ↘490 | ↘487 | →487 | ↘477 | ↘467 |
| 2021 |      |      |      |      |      |      |
| ↘402 |      |      |      |      |      |      |

Национальный состав
Согласно результатам переписи 2002 года, в национальной структуре населения русские составляли 95 %.